# Ferran Gallego Margalef
Ferran Gallego Margalef (Barcelona, 1953) és professor de la UAB i doctor en Història contemporània. És col·laborador de l'edició catalana del diari El Mundo. Ha escrit nombrosos assaigs sobre la història del feixisme i l'extrema dreta.

## Obra
- El evangelio fascista (2014)[2]
- El Mito de la transición (2008)
- Barcelona, mayo 1937 (2007)
- Todos los hombres del Führer (2006)
- Una patria imaginaria (2006)
- Ramiro Ledesma Ramos y el fascismo español (2005)
- De Auschwitz a Berlín. Alemanya y la extrema derecha. 1945-2004 (2005)
- Al otro lado del paraíso (2004)
- Neofascistas. Democracia y extrema derecha en Francia e Italia (2004)
- De Munich a Auschwitz(2002)
- Por qué Le Pen (2002)
- El beneficio de la duda (2000)
- L'extrema dreta. Detectar i debatre els trets bàsics del feixisme (1999)
- Ejército, nacionalismo y reformismo en América Latina (1992)
- Los orígenes del reformismo militar en América Latina (1991)